# Celzijeva temperaturna lestvica
Célzijeva temperatúrna léstvica je lestvica za merjenje temperatur, ki jo je leta 1742 predlagal švedski astronom Anders Celsius. Stopinjo v tej lestvici navadno označujemo z oznako °C.
V Celzijevi lestvici ustreza 0 °C tališču ledu, 100 °C pa vrelišču vode, oboje pri standardnem atmosferskem tlaku. Takšna definicija je za današnjo rabo neprimerna, saj se zanaša na definicijo standardnega atmosferskega tlaka, vrednost tega pa je nadalje odvisna od definicije temperature. Sodobna definicija Celzijeve temperaturne lestvice, ki velja od leta 1954, je, da je temperatura trojne točke vode enaka 0,01 °C, velikost stopinje pa definira tako, da je 1 °C enaka 1/273,16 razlike med trojno točko vode in absolutno temperaturno ničlo.
Celsius je sprva hotel definirati lestvico obrnjeno, tako da bi voda vrela pri 0 stopinjah in zmrzovala pri 100. Da se je premislil in lestvico obrnil, sta najverjetneje pripomogla švedski naravoslovec Carl von Linné in Daniel Ekström, ki je Celsiusu izdeloval termometre. Današnja oznaka ledišča in vrelišča izhaja od von Linnéa in Strömerja, za odkritelja lestvice pa se poleg Celsiusa in von Linnéa navajajo tudi: Pehr Elvius, tajnik Švedske kraljeve akademije znanosti, s katerim si je dopisoval von Linné, Christian of Lyons, Ekström in Mårten Strömer (1707–1770), ki je študiral astronomijo pri Celsiusu.
Prva znana navedba s sodobno obrnjeno Celzijevo lestvico je članek Hortus Upsaliensis z datumom 16. december 1745, ki ga je von Linné napisal svojemu študentu Samuelu Nauclérju. V članku je von Linné ponovno navedel temperature v oranžeriji v botaničnem vrtu Univerze v Uppsali:
«... ker v kaldarij (topli del rastlinjaka) zaradi oken, ki so pod takšnim kotom, da le od sončne svetlobe pride takšna toplota, da termometer velikokrat doseže 30 stopinj, čeprav vesten vrtnar po navadi skrbi, da temperatura ne naraste na več kot 20 do 25 stopinj, in pozimi ne pade pod 15 stopinj ...«
Celzijeva temperaturna lestvica je po Evropi in večini sveta nadomestila starejšo Fahrenheitovo. V termodinamiki pa se ob omenjenih uporablja predvsem absolutna temperaturna lestvica.
| | iz Celzij                    | v Celzij                     |
| --- | ---------------------------- | ---------------------------- |
| Fahrenheit                                                                                               | [°F] = [°C] × 9⁄5 + 32       | [°C] = ([°F] − 32) × 5⁄9     |
| Kelvin                                                                                                   | x °C ≘ (x + 273,15) K        | x K ≘ (x − 273,15) °C        |
| Rankine                                                                                                  | [°R] = ([°C] + 273,15) × 9⁄5 | [°C] = ([°R] − 491,67) × 5⁄9 |
| Za temperaturne intervale uporabite 1 °C = 1 K = 9⁄5 °F = 9⁄5 °R Pretvorba med temperaturnimi lestvicami |                              |                              |